# Madonna dell’Impannata
Madonna dell’Impannata – obraz olejny namalowany przez Rafaela w 1512 lub w latach 1513–1514. Znajduje się w zbiorach Palazzo Pitti we Florencji.
Zleceniodawcą obrazu był florencki bankier i mecenas sztuki Bindo Aldoviti. Rafael namalował ten obraz przy znacznej pomocy uczniów, według innych źródeł obraz mogli w całości namalować jego uczniowie. Na pierwszym planie jest pięć postaci: Madonna, Dzieciątko Jezus, mały Jan Chrzciciel, św. Katarzyna i św. Elżbieta. Święta Katarzyna została ukazana jako młoda kobieta, Elżbieta zaś jako kobieta stara, doświadczona przez los. Okno w tle rozjaśnia wnętrze obrazu.
W 1799 roku obraz trafił do Francji, w 1815 roku wrócił do Florencji.